# Collalto Sabino
Collalto Sabino (Collàrtu in dialetto locale) è un comune italiano di 381 abitanti della provincia di Rieti nel Lazio. Sorge su un rilievo montuoso a sud-est del lago del Turano, al confine con l'Abruzzo.

## Geografia fisica

### Territorio

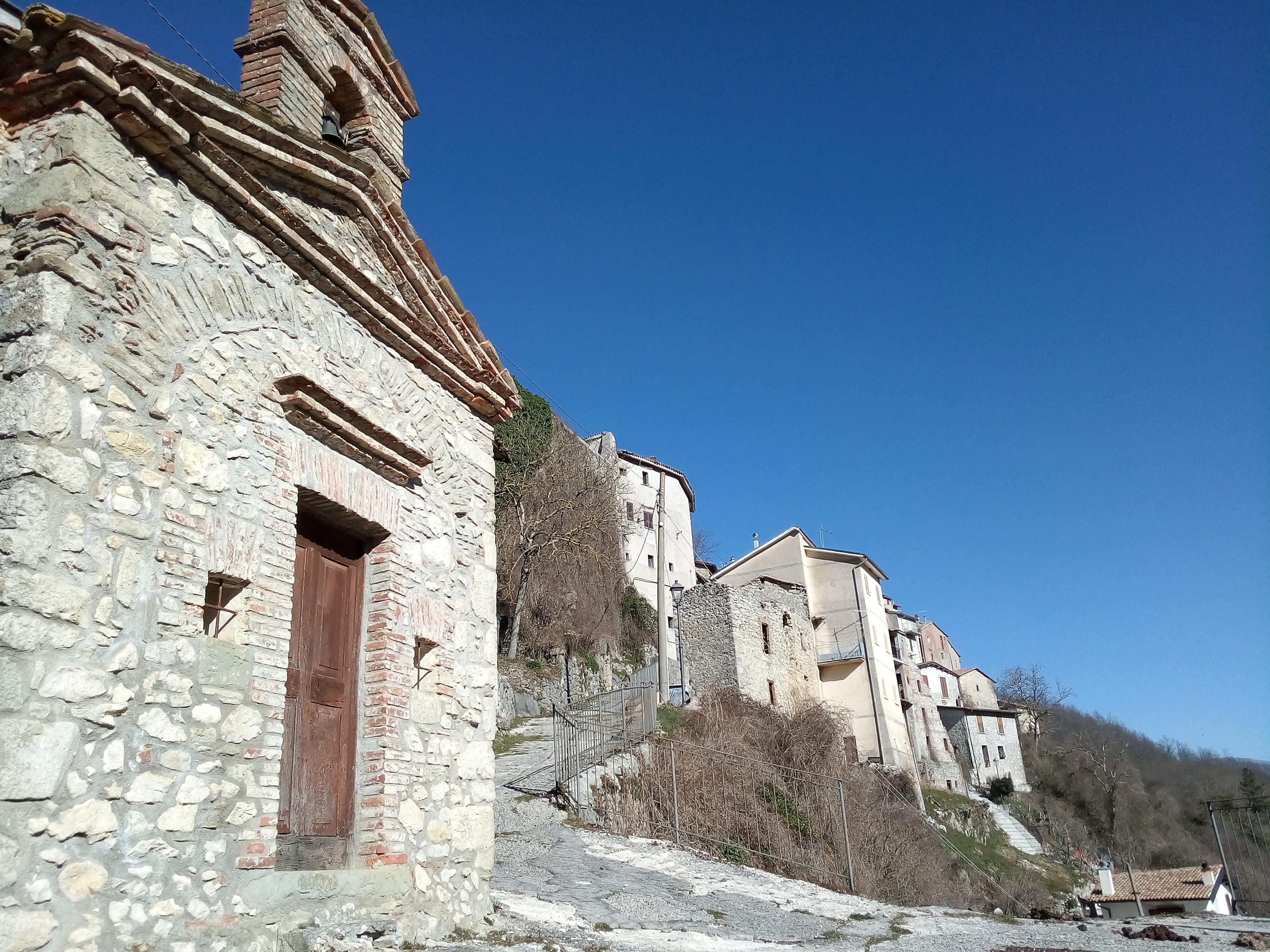
Il borgo antico di Ricetto

Collalto Sabino è situato nel settore meridionale della provincia di Rieti, al confine geografico del Lazio con l'Abruzzo. Fanno parte del comune i due borghi di Ricetto e San Lorenzo. Il suo territorio fa parte della riserva naturale Monte Navegna e Monte Cervia (Monti Carseolani).
L'altitudine spazia da una minima di 554 m s.l.m. ai 1149 metri dell'area montuosa. L'altitudine media è pari a 980 metri.
Confina con i comuni di Carsoli (AQ), Collegiove, Marcetelli, Nespolo, Turania
e Pescorocchiano, situati tra la Marsica, la valle del Turano e l'alta valle del Salto.

### Clima
- Classificazione climatica: zona F, 3148 GR/G

## Storia

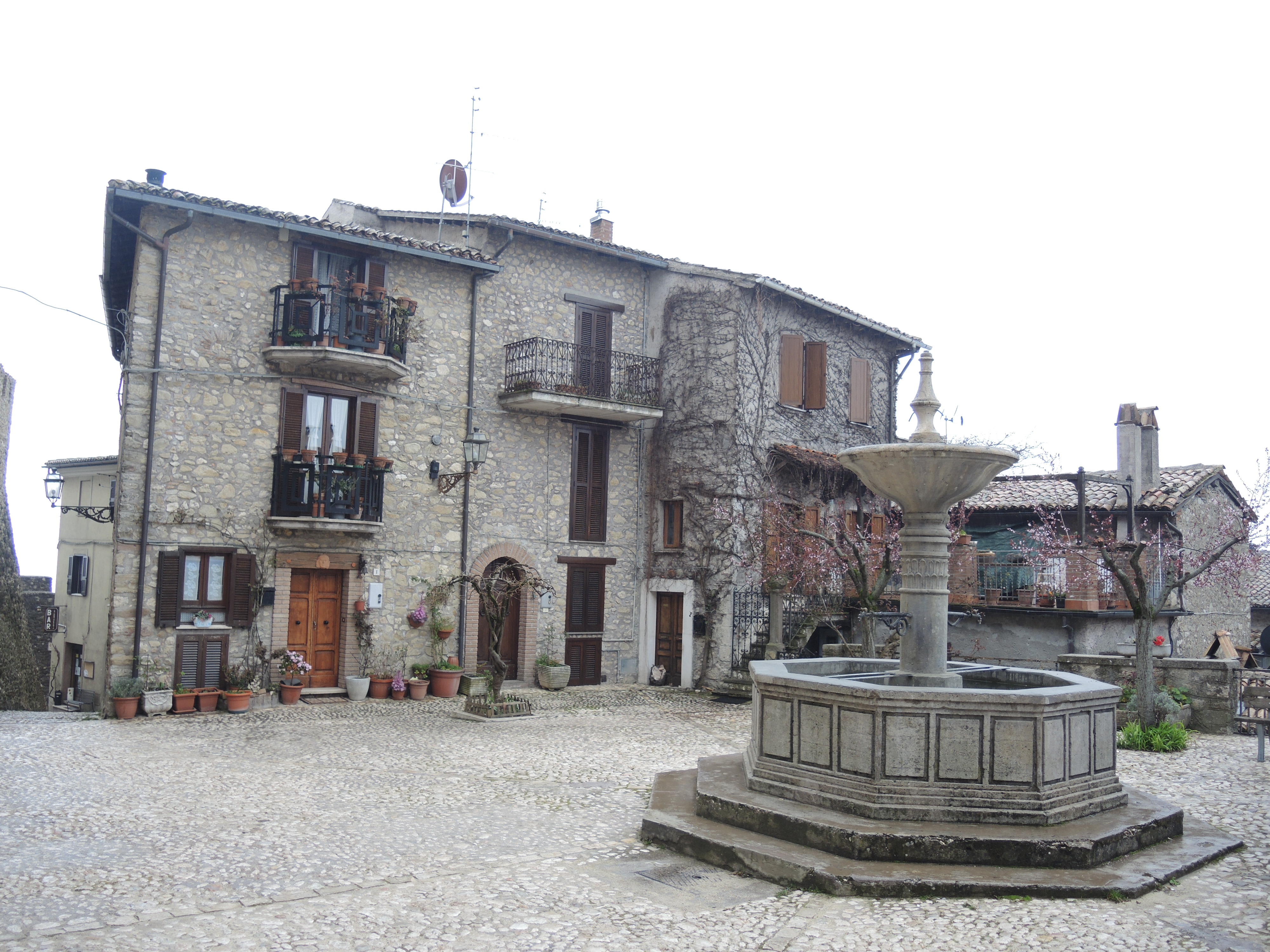
La piazza centrale

La storia del borgo di Collalto fa risalire le proprie origini a tempi remoti: all'epoca dei Longobardi, che nell'Italia centrale e nell'Italia meridionale detenevano i ducati di Spoleto e Benevento, risale al periodo della distruzione della colonia romana di Carseoli che sorgeva presso il contemporaneo borgo di Civita di Oricola e in località Bosco di Sesera. A questa distruzione si aggiunsero poi delle scorrerie portate avanti dai Saraceni, il che indusse i pochi abitanti rimasti nel luogo a costruire una primitiva torre di difesa attorno alla quale si costituì poi il nucleo abitato di Collalto Sabino.
Nel X secolo l'area divenne sede di un gastaldato e nell'XI secolo divenne proprietà dell'Abbazia di Farfa che quivi stabilì un proprio monastero benedettino. Successivamente l'Abbazia cedette il borgo alla nobile famiglia Berardi della contea dei Marsi con l'obbligo però di corrispondere un canone annuo alla comunità religiosa locale.
La particolare posizione del borgo, posto al confine tra lo Stato Pontificio ed il regno normanno di Napoli, lo rese un punto strategico a tal punto che venne visitato dall'Imperatore Federico II di Svevia durante un suo viaggio verso Rieti. Furono questi gli anni in cui il borgo godette di maggiore potenza e autonomia dai grandi possedimenti territoriali che lo circondavano, arrivando a godere del diritto di battere moneta e di ampliare le fortificazioni già esistenti con la costruzione di un castello. È in questo periodo che viene costruita una prima cinta muraria, in particolare dopo le battaglie di Benevento (1266) e Tagliacozzo (1268) che avevano visto il borgo di Collalto come uno dei principali punti di controllo della valle del Turano e della piana del Cavaliere.
Nel 1297 il borgo viene ceduto da Carlo d'Angiò, nuovo re di Napoli, allo Stato Pontificio riconoscente della concessione del trono fatta a suo favore.
Il borgo fu successivamente feudo baronale di diverse famiglie nobili italiane e non sino a giungere al periodo risorgimentale.
Il 13 febbraio 1861 Collalto fu conquistato da truppe sotto il comando del Generale Saverio Luvarà, colonnello dell’esercito borbonico, perché era in una posizione strategica facilmente difendibile e ben si prestava ad organizzare la guerriglia contro le truppe dei Savoia, dopo la resa di Re Francesco II di Borbone, avvenuta quello stesso giorno a Gaeta.
Infatti, con la resa di Gaeta, il Conte di Trapani - zio di re Francesco II - organizzò a Roma una “associazione religiosa” che era di fatto l’organismo cospirativo superiore che organizzava e coordinava la guerriglia nell’ex regno.
Le truppe di questo “esercito” erano composte da soldati borbonici che in più parti del Meridione continuavano a combattere e da reparti dell’esercito pontificio che non accettavano l’esito del plebiscito del novembre 1860 che sanciva l’annessione della Sabina al Regno d’Italia.
Alcune stime riportano che il contingente sotto il comando del Generale Francesco Saverio Luvarà sia arrivato a raccogliere oltre diecimila combattenti, che diedero luogo ad una tenace resistenza contro i piemontesi lungo tutto l'arco appenninico meridionale, che durò per circa quattro anni.
Oltre ai contingenti borbonici e papalini, tra i “colonnelli” del generale Luvarà vi erano diverse compagnie di volontari sotto il comando di Luigi Alonsi (1823-1864), un ex sergente del battaglione Cacciatori della Guardia reale, più noto come il brigante Chiavone, precedentemente distintosi nella difesa dell'Abbazia di Casamari.
L’intera truppa  sotto il comando di Luigi Alonsi contava 20 ufficiali, un medico, 59 sottufficiali e caporali, 7 trombettieri e 343 soldati, per un totale di 430 uomini.
L’occupazione di Collalto fu uno dei primi episodi della resistenza civica (borbonica e papalina) all’avanzata delle truppe piemontesi, derubricata impropriamente a 'brigantaggio'.

### Simboli
La descrizione araldica dello stemma è la seguente:

al secondo d'argento.

sul tutto tre monti d'azzurro sormontati da un cervo al naturale in ferma.»
La corona comunale è stata sostituita per antica concessione da una corona all'antica con undici puntali sormontati da undici perle. Essa ha ottenuto anche la decorazione di tre api d'oro, tratte dallo stemma dei Barberini.

## Monumenti e luoghi d'interesse

### Architetture militari
Il castello baronale

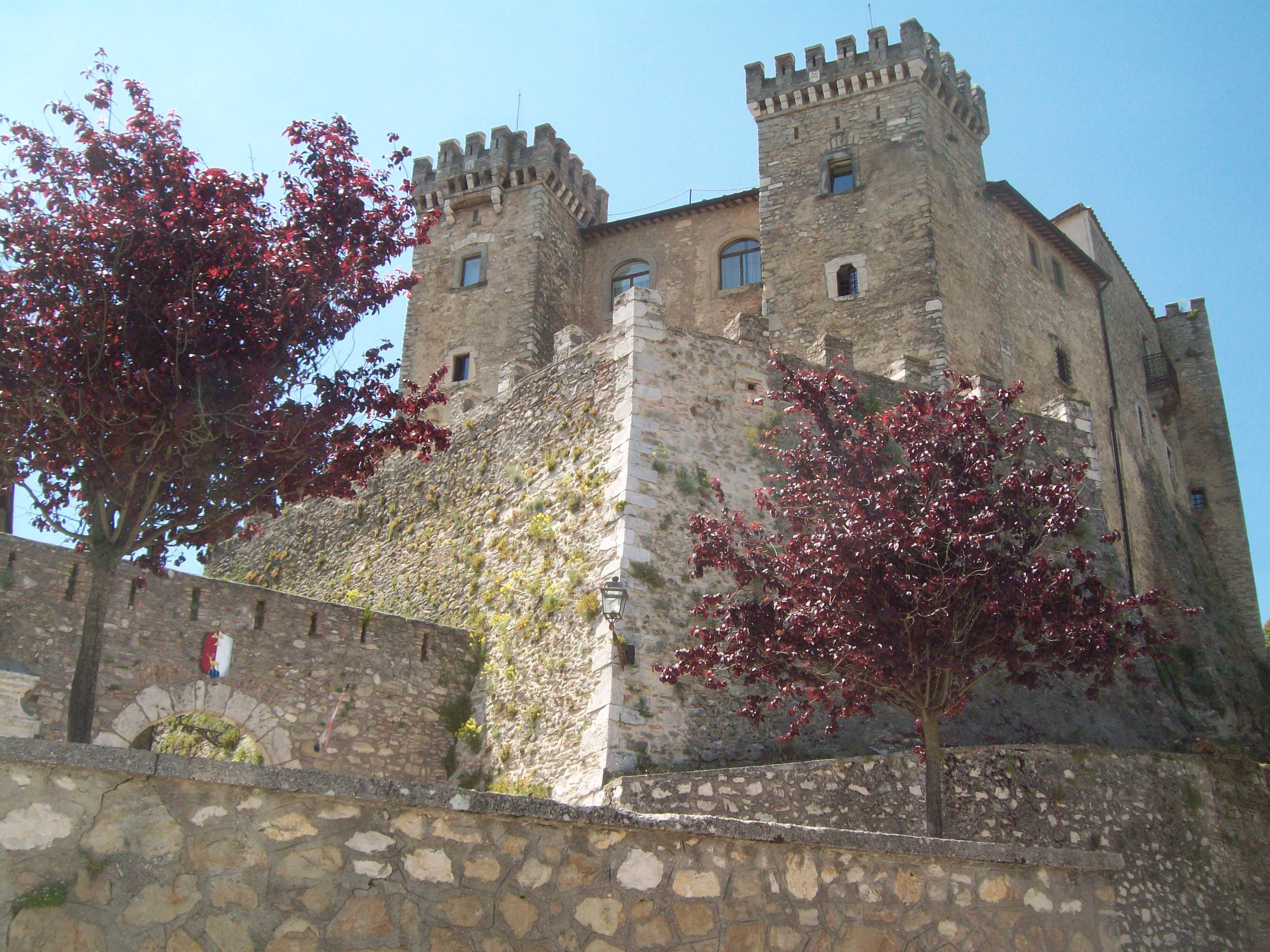
Il castello di Collalto

Il borgo divenne feudo nel 1350 e baronìa dal 1440. I primi signori furono Pandolfo e Rinaldo, seguiti da Oddone e Ludovico, tutti della casata dei Collalto che diede il nome al paese. Ad essi subentrò poi la famiglia dei Mareri che incominciò la costruzione del castello locale.
Nella prima metà del Cinquecento il borgo appartenne alla nobile famiglia dei Savelli, noti a Roma per aver dato molti pontefici al soglio di Pietro. Nel 1564 Cristoforo Savelli, perseguitato dai creditori, vendette il castello al suocero Roberto Strozzi, figlio di Piero, famoso banchiere fiorentino e oppositore dei Medici. Lo Strozzi era intenzionato a restaurare il castello, ma la morte improvvisa lo colse e costrinse la sua famiglia a vendere il possedimento ad un altro nobile fiorentino: Alfonso Soderini.
I Soderini furono proprietari del castello per due generazioni, dedicandosi alla ristrutturazione della fortezza ed al suo adeguamento come mezzo difensivo in grado di opporsi alle armi da fuoco. Oltre a modifiche di tipo militare, i Soderini si dedicarono anche all'abbellimento ed all'ampliamento della parte residenziale del castello in occasione del matrimonio di un nobile rampollo.

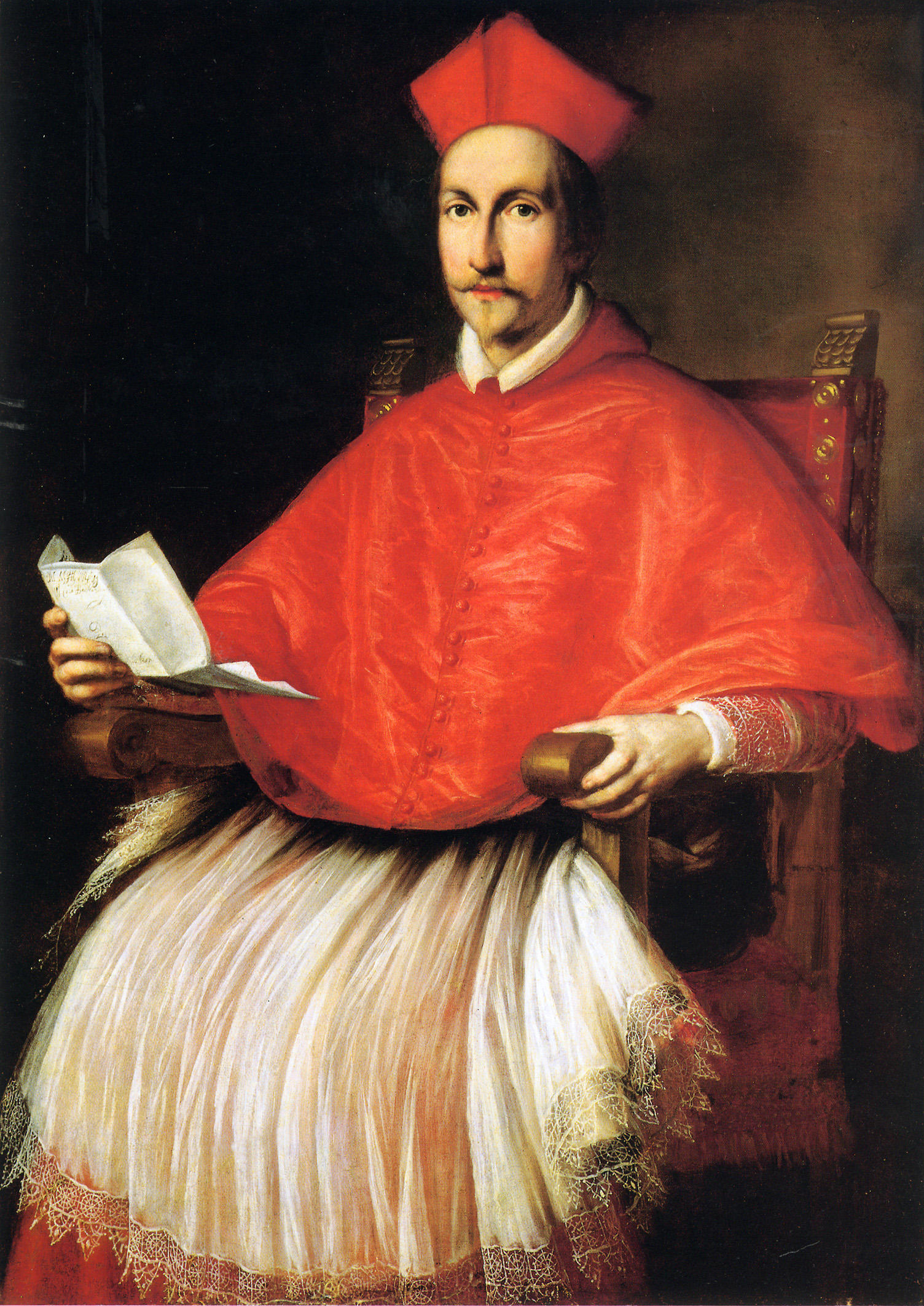
Il cardinale Francesco Barberini che divenne proprietario del castello nel 1641.

I debiti colpirono anche i Soderini e Nicola, nel 1641, dovette mettere all'asta il castello, che finì nelle mani del cardinale Francesco Barberini, nipote del papa regnante Urbano VIII, il quale pagò il possedimento 102.000 scudi e lo siglò come "possedimento personale" facendone una propria residenza estiva. La trattativa venne condotta dal fiduciario del cardinale, il nobile Giovan Battista Onorati di Jesi.
Sotto il Barberini, il castello fu completamente restaurato e abbellito ulteriormente: le stanze rivestite di marmi preziosi, pavimenti a mosaico e soffitti a cassettoni. Grandi opere di miglioria vennero portate avanti anche durante tutto il Settecento quando la proprietà passò al ramo dei Barberini principi di Palestrina. Gran parte di questi arredi venne asportato dall'invasione napoleonica del 1798-1799. La guarnigione francese lasciò la fortezza l'11 aprile 1803 e, dopo la sconfitta di Napoleone, il castello tornò ai Barberini ma era ormai ridotto alla stregua di rudere e i nobili romani decisero di venderlo nel 1858.
La vendita andò a favore del polacco conte Corvin-Prendowski, discendente del re d'Ungheria Mattia Corvino, il quale procedette ad un restauro totale della struttura.
Nel 1861, il castello venne rovinato parzialmente dall'attacco al borgo da parte delle truppe borboniche e papaline che resistevano contro l'esercito piemontese.

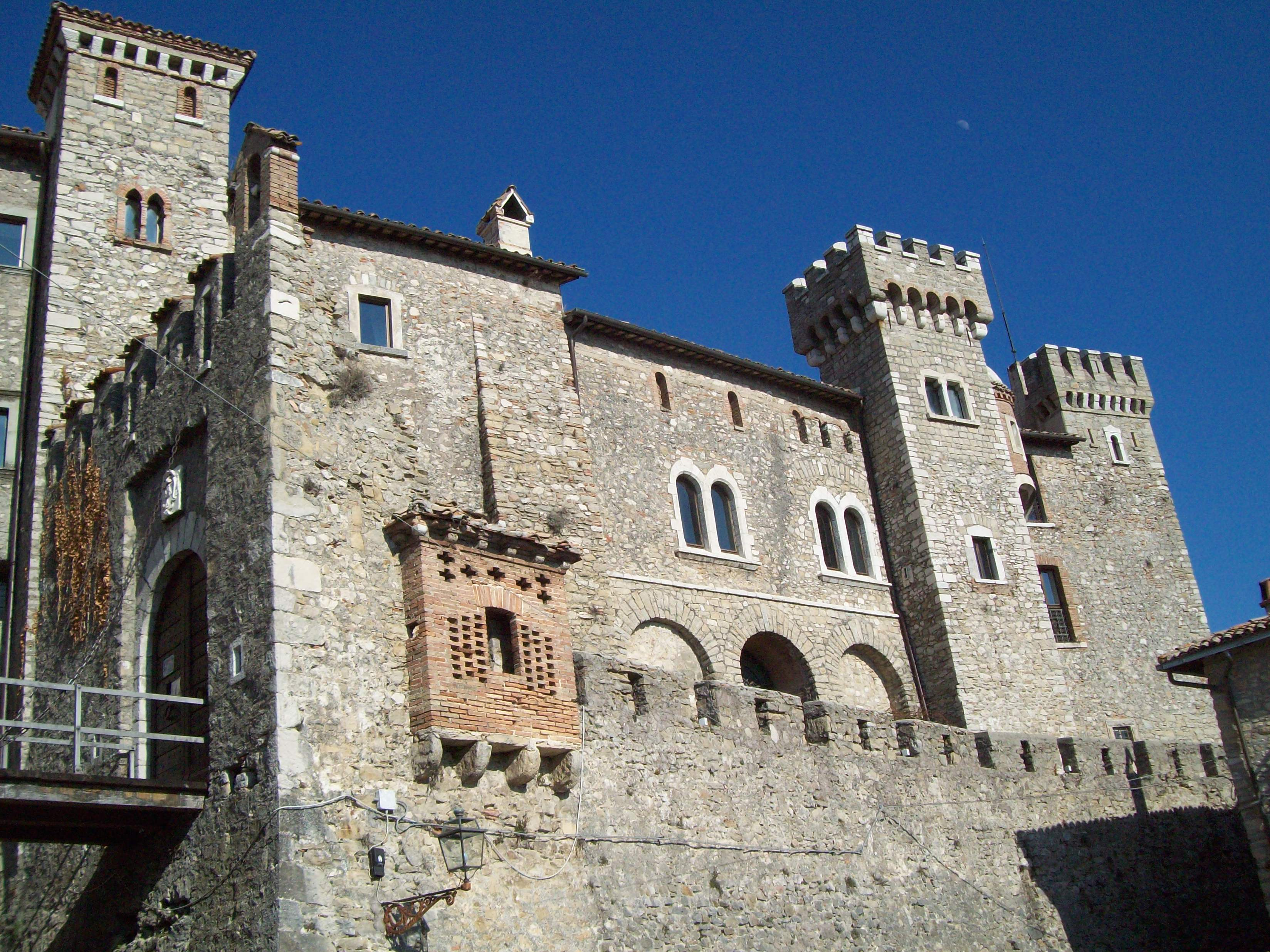
Il castello

Alla morte del conte Prendowski, il quale aveva sposato la marchesa Cavalletti, il castello passò in eredità al fratello di questa, Giuseppe Cavalletti, il quale, non avendo eredi diretti, alla soglia della vecchiaia stipulò un vitalizio, in cambio della proprietà del castello, con il capitano dei carabinieri locali Ottavio Giorgi, il quale divenne il nuovo proprietario della struttura. Giorgi aveva sposato una ricca ereditiera americana, Claire Monfort, dalla quale ebbe due figli: Diana e Piero.
I Giorgi-Monfort restaurarono il castello, apportandovi modifiche minime ma avendo il privilegio negli anni antecedenti la seconda guerra mondiale di ospitare personaggi di rilievo del mondo politico ed artistico dell'epoca come il principe ereditario Umberto di Savoia, Umberto Nobile, Ettore Petrolini, il pittore-scultore statunitense di origine norvegese Hendrick C. Andersen.
Alla morte di Piero Giorgi-Monfort nel 1988, il castello è stato acquistato da Massimo Rinaldi, discendente da una delle più nobili famiglie del borgo, che ha curato un radicale restauro architettonico del castello.
Dal 2013 il castello è di proprietà del gruppo finanziario e assicurativo maltese Global Capital
La rocca, attualmente in vendita, conserva il suo aspetto sei-settecentesco (a cui risale tra l'altro l'ultimo periodo di utilizzo militare del castello) articolato essenzialmente sulla torre centrale di forma quadrata affiancata da due torri angolari rotonde e da una serie di baluardi esterni. Il palazzo baronale, indipendente dalla rocca, è raccordato a quest'ultima tramite delle scalinate.
L'interno del castello accoglie anche un grande parco con un pozzo d'epoca. Al XV secolo risale, invece, la cinta muraria che racchiude il paese.

### Aree naturali
- Riserva naturale Monte Navegna e Monte Cervia
- Cammino di San Pietro Eremita

## Società

### Evoluzione demografica
Abitanti censiti

### Etnie e minoranze straniere
Secondo i dati ISTAT al 31 dicembre 2015 la popolazione straniera era di 36 persone. La nazionalità maggiormente rappresentata era quella rumena, con 24 cittadini residenti.

## Cultura

### Gastronomia
L'abitato di Collalto Sabino ha come prodotti principali castagne, formaggi e miele, ma vanta anche alcuni prodotti tipici locali:
- Gnocchetti di farina di grano e granturco
- Zuppa di fave
- Fettuccine ai funghi porcini
- Pizza 'de 'nfrasco', cotta sotto la brace
- Sagne strappate[senza fonte]

## Infrastrutture e trasporti

### Mobilità urbana
Collalto Sabino è collegato alle altre località della regione, tramite le Autolinee Cotral.

## Amministrazione
Nel 1923 passa dalla provincia di Perugia in Umbria, alla provincia di Roma nel Lazio, e nel 1927, a seguito del riordino delle circoscrizioni provinciali stabilito dal regio decreto n. 1 del 2 gennaio 1927, per volontà del governo fascista, quando venne istituita la provincia di Rieti, Collalto Sabino passa a quella di Rieti.
| Periodo | Periodo   | Primo Cittadino   | Partito                         | Carica  | Note |
| ------- | --------- | ----------------- | ------------------------------- | ------- | ---- |
| 2006    | 2011      | Giovanni Giorgi   | Lista civica                    | Sindaco |      |
| 2011    | 2016      | Cesare D'eliseo   | Lista civica Città Nuove con Te | Sindaco |      |
| 2016    | 2021      | Maria Pia Mercuri | Lista civica Progetto comune    | Sindaco |      |
| 2021    | in carica | Maria Pia Mercuri | Lista civica Progetto comune    | Sindaco |      |

### Gemellaggi
- La Tagnière

### Altre informazioni amministrative
Fa parte della Comunità montana del Turano.

## Economia

### Turismo
Collalto Sabino fa parte dei Borghi più belli d'Italia, dal 2002.